# 三遊亭全楽
三遊亭 全楽（さんゆうてい ぜんらく、1967年10月9日 - ）は、落語家。円楽一門会所属の真打。出囃子∶五郎時致のせり。本名∶小平 時宗。

## 来歴
1967年、東京都大田区に生まれる。国士館大学文学部教育学科卒業。1991年6月、七代目立川談志に入門。立川國志館となる。
2000年9月、五代目三遊亭圓楽門下に移る。三遊亭両楽となるが、直後に安楽と改名して、二ツ目に昇進する。2002年5月、真打に昇進し、全楽と改名する。

## 芸歴
- 1991年6月∶七代目立川談志に入門、前座名「國志館」[2]。
- 2000年
  - 9月∶五代目三遊亭圓楽門下に移籍[3]し、「両楽」と改名。
  - 直後に「安楽」と改名して[1]、二ツ目昇進[1]。
- 2002年5月∶真打昇進、「全楽」と改名[1][3]。

## メディア

### テレビ
- NTV - 笑点（若手大喜利、全楽真打披露口上）
- TBS - 正月特番・ザ対決（2年連続出演）、マガ不思議（大喜利）
- KNB - 数家直樹のきばらしバスタイム
- BBT - 面白ドキュメント あっ富山だ！（リポーター）

### ラジオ
- TBS - スポーツパラダイス（2005年3月 - 2008年9月）